# Parentella benguelae
Parentella benguelae är en bönsyrseart som beskrevs av Henri Saussure 1869. Parentella benguelae ingår i släktet Parentella och familjen Mantidae. Inga underarter finns listade i Catalogue of Life.